# Battaglia di Giosuè contro gli Amaleciti
La battaglia di Giosuè contro gli Amaleciti (noto anche come La vittoria di Giosuè sugli Amaleciti) è un dipinto realizzato nel 1625 con la tecnica dell'olio su tela da Nicolas Poussin. Si trova conservato nell'Ermitage di San Pietroburgo.

## Storia
Il dipinto costituisce il pendant di La battaglia di Giosuè contro gli Amorriti. Le due opere furono le prime realizzate nel periodo romano dall'artista francese, che dovette venderle trovandosi in difficoltà economiche dopo la morte del suo primo protettore nel 1625, il poeta Giovan Battista Marino, e l'allontanarsi del cardinale Francesco Barberini dalla città. Vennero acquistate da Caterina II di Russia e conservate nell'abitazione romana in via Paolina dal cognato Gaspar Dughet. I dipinti furono divisi solo nel 1927.